# Than đá

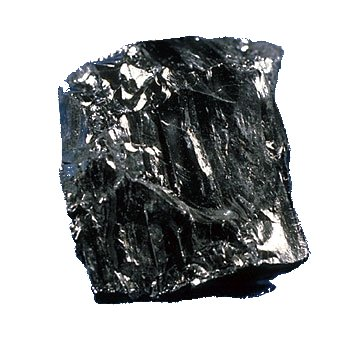
Một viên than đá

Than đá là một loại đá trầm tích có màu nâu đen hoặc đen có thể đốt cháy (flammable) và thường xuất hiện trong các tầng đá gồm nhiều lớp hoặc lớp khoáng chất hay còn gọi là mạch mỏ. Một loại than cứng như than anthracit, có thể liên quan đến đá biến chất bởi vì sự tác động lâu dài về nhiệt độ và áp suất. Thành phần chính của than là cacbon, cùng với sự đa dạng về số lượng của các nguyên tố, chủ yếu là hydro, lưu huỳnh, oxy, và nitơ(nitrogen). Than là một dạng nhiên liệu hóa thạch, được hình thành từ thực vật bị chôn vùi trải qua các giai đoạn từ than bùn, và dần chuyển hóa thành than nâu hay còn gọi là than non (lignit), và thành than bán bitum, sau đó thành than bitum hoàn chỉnh (bituminous coal), và cuối cùng là biến đổi thành than đá (anthracit). Quá trình biến đổi này là quá trình phức tạp của cả sự biến đổi về sinh học và cả quá trình biến đổi của địa chất. Đặc biệt, quá trình biến đổi về địa chất là cả một quãng thời gian được tính bằng hàng triệu năm, nên việc hình thành mỏ than đá là rất lâu.
Là một nhiên liệu hóa thạch được đốt để lấy nhiệt, than cung cấp khoảng một phần tư năng lượng cơ bản của thế giới và là nguồn năng lượng lớn nhất để sản xuất điện. Một số quy trình sản xuất sắt thép và các quy trình công nghiệp khác cũng đốt than.
Việc khai thác và sử dụng than đá gây ra nhiều cái chết sớm và nhiều bệnh tật. Than hủy hoại môi trường; bao gồm cả sự thay đổi khí hậu vì đây là nguồn carbon dioxide nhân tạo lớn nhất, 14 tỷ tấn năm 2016, chiếm 40% tổng lượng phát thải nhiên liệu hóa thạch. Là một phần của quá trình chuyển đổi sang sử dụng các dạng năng lượng sạch trên toàn thế giới, nhiều quốc gia đã ngừng sử dụng hoặc sử dụng ít than hơn.
Quốc gia tiêu dùng và nhập khẩu than lớn nhất là Trung Quốc. Trung Quốc chiếm gần một nửa sản lượng khai thác than đá của thế giới, tiếp theo là Ấn Độ với khoảng một phần mười. Úc chiếm khoảng một phần ba xuất khẩu than thế giới, tiếp theo là Indonesia và Nga.

Mỏ than lộ thiên ở Garzweiler, Đức. Toàn cảnh độ phân giải cao.

## Ứng dụng
Đi qua lịch sử lâu đời của nhân loại, than đã được xem như là một nguồn năng lượng, đơn giản đó là nguồn nguyên liệu để đốt và nhận được sản phẩm đáp ứng nhu cầu về điện sưởi ấm, và nó còn được dùng cho cả mục đích về công nghiệp, chẳng hạn như là dùng để chế biến kim loại. Than là nguồn năng lượng lớn nhất cho sự phát triển của ngành công nghiệp điện và dẫn đầu cho thế hệ điện sau này của toàn thế giới. Nguồn gốc của việc sử dụng than đá đó chính là mục đích tìm nguyên liệu đốt liên quan đến môi trường và sức khỏe bao gồm: biến đổi khí hậu